# Acacia convallium
Acacia convallium är en ärtväxtart som beskrevs av Leslie Pedley. Acacia convallium ingår i släktet akacior, och familjen ärtväxter. Inga underarter finns listade i Catalogue of Life.